# 아이오 (프로그래밍 언어)

로고

아이오(Io)는 스몰토크, 셀프, 루아, 리스프, 뉴톤스크립트의 영향을 받은 순수 객체 지향 프로그래밍 언어다. 아이오는 셀프나 뉴톤스크립트의 객체 모델과 비슷하게 실체와 클래스의 차이를 없앤 원형 타입 객체 모델을 지닌다. 스몰토크와 비슷하게 모든 것은 객체이며 동적 형식을 가진다. 리스프처럼 문장이 없으며 함수의 집합으로 프로그램 흐름이 이룬다. 모든 코드는 지연 평가되도록 메시지 객체로 전달되며, 필요할 경우에 평가한다. 따라서, 프로그램은 데이터 트리에 불과하다. 아이오는 근대 프로그래밍 언어에서는 흔하지 않는 기술인 행위자 모형을 이용하여 병행 처리를 한다.

## 예제
다음 코드는 팩토리얼 계산을 재귀 호출을 사용하지 않고 구현한 것이다.
```
factorial
 
:=
 
method
(
n
,

    
if
(
n
 
==
 
0
,
 
return
 
1
)

    
res
 
:=
 
1

    
Range
 
1
 
to
(
n
)
 
foreach
(
i
,
 
res
 
=
 
res
 
*
 
i
)

)

```